# Gil de Roca Sales
Gil de Roca Sales (Roca Sales, 29 giugno 1933 – Porto Alegre, 15 luglio 2024) è stato un compositore, direttore di coro e scrittore brasiliano.

## Premi e riconoscimenti
Durante la sua carriera conseguì numerosi premi e riconoscimenti, tra cui:
- Hours concours - Concurso Nacional de Coros (Rio de Janeiro, 1977,  Madrigal de Porto Alegre);
- Medaglia d'onore de Porto Alegre (1971);
- Cittadino Emerito de Porto Alegre (1988);
- Attestato internazionale di beneficenza (ANEA - Italia, 1995)

## Discografia

### Cds
- Coral do Banrisul I .
- Coral do Banrisul II.
- Coral do Banrisul III.
- Massolin de Fiori.
- Cantando Quintana. Madrigal de Porto Alegre
- Natal pelo mundo. Madrigal de Porto Alegre
- La Bella Violeta. Madrigal de Porto Alegre
- Assim Cantam os Capuchinhos.
- Cantando ao Pôr-do-Sol (Obra: Acalanto). Coral Feminino do Hospital Moinhos de Vento, CD.

## Opere letterarie
- Canções, Madrigais, Motetes - Composições e Adaptações para Coro Misto. Secovi/Agademi, Porto Alegre, 2005.
- Cantando Quintana
- Cantando a Deus
- Outros Cantares